# Maes Pils (wielerploeg)
Maes Pils was een Belgische wielerploeg van 1966 tot 1977 gesponsord door meerdere bedrijven.

## Belangrijke overwinningen
- 1970 Omloop het Volk
- 1971 Amstel Gold Race
- 1972 Omloop het Volk
- 1972 Amstel Gold Race
- 1973 Dwars door België
- 1975 Brabantse Pijl
- 1975 E3-Prijs
- 1976 Dwars door België
- 1976 E3-Prijs
- 1976 Ronde van Vlaanderen
- 1977 Dwars door België